# Аджаметі
Аджаметі (груз. აჯამეთი) — село в Грузії.
За даними перепису населення 2014 року в селі проживає 296 осіб.